# Natació sincronitzada al Campionat del Món de natació de 2015 – Rutina de duet lliure
La prova de rutina de duet lliure es va celebrar entre el 28 i el 30 de juliol de 2015 a Kazan, Rússia.

## Resultats
La preliminar es va disputar a les 09:00 del dia 28. i la final el dia 30 a les 17:30.

   *   Classificades
| Posició | Nedadores       | País                                      | Preliminar | Preliminar | Final     | Final   |
| Posició | Nedadores       | País                                      | Puntuació  | Posició    | Puntuació | Posició |
| ------- | --------------- | ----------------------------------------- | ---------- | ---------- | --------- | ------- |
| 1       | Rússia          | Natalia Ishchenko Svetlana Romàixina      | 97.2667    | 1          | 98.2000   | 1       |
| 2       | R.P. de la Xina | Huang Xuechen Sun Wenyan                  | 95.4667    | 2          | 95.9000   | 2       |
| 3       | Ucraïna         | Lolita Ananasova Anna Voloshyna           | 93.0333    | 4          | 93.6000   | 3       |
| 4       | Japó            | Yukiko Inui Risako Mitsui                 | 93.5333    | 3          | 93.4333   | 4       |
| 5       | Espanya         | Ona Carbonell Paula Klamburg              | 91.7000    | 5          | 92.2333   | 5       |
| 6       | Itàlia          | Linda Cerruti Costanza Ferro              | 90.2000    | 6          | 90.9667   | 6       |
| 7       | Canadà          | Jacqueline Simoneau Karine Thomas         | 89.6000    | 7          | 89.3667   | 7       |
| 8       | França          | Laura Augé Margaux Chrétien               | 86.6667    | 8          | 87.3667   | 8       |
| 9       | Grècia          | Evangelia Papazoglou Evangelia Platanioti | 84.8000    | 10         | 85.8333   | 9       |
| 10      | Mèxic           | Karem Achach Nuria Diosdado               | 85.7000    | 9          | 85.5333   | 10      |
| 11      | Estats Units    | Anita Alvarez Mariya Koroleva             | 84.4333    | 11         | 84.9667   | 11      |
| 12      | Brasil          | Luisa Borges Maria Miccuci                | 84.2000    | 12         | 84.4667   | 12      |
| 13      | Àustria         | Anna-Maria Alexandri Eirini Alexandri     | 83.9000    | 13         |           |         |
| 14      | Corea del Nord  | Kang Un-ha Kim Un-a                       | 83.5667    | 14         |           |         |
| 15      | Txèquia         | Soňa Bernardová Alžběta Dufková           | 82.4000    | 15         |           |         |
| 16      | Suïssa          | Sophie Giger Sascia Kraus                 | 82.2000    | 16         |           |         |
| 17      | Argentina       | Etel Sánchez Sofía Sánchez                | 79.9667    | 17         |           |         |
| 18      | Belarús         | Iryna Limanouskaya Veronika Yesipovich    | 79.9000    | 18         |           |         |
| 19      | Israel          | Anastasia Gloushkov Ievgeniia Tetelbaum   | 79.8333    | 19         |           |         |
| 20      | Colòmbia        | Estefania Álvarez Monica Arango           | 79.1667    | 20         |           |         |
| 21      | Uzbekistan      | Yuliya Kim Anastasiya Ruzmetova           | 77.5000    | 21         |           |         |
| 22      | Egipte          | Samia Ahmed Dara Hassanien                | 77.0667    | 22         |           |         |
| 23      | Eslovàquia      | Naďa Daabousová Jana Labáthová            | 76.9333    | 23         |           |         |
| 24      | Regne Unit      | Jodie Cowie Genevieve Randall             | 76.0333    | 24         |           |         |
| 25      | Croàcia         | Rebecca Domika Mia Šestan                 | 76.0000    | 25         |           |         |
| 26      | Turquia         | Defne Bakırcı Mısra Gündeş                | 75.1667    | 26         |           |         |
| 27      | Aruba           | Anouk Eman Kyra Hoevertsz                 | 74.8000    | 27         |           |         |
| 28      | Xile            | Kelley Kobler Natalie Lubascher           | 74.2000    | 28         |           |         |
| 29      | Veneçuela       | Oriana Carrillo Greisy Gómez              | 73.2667    | 29         |           |         |
| 30      | Austràlia       | Bianca Hammett Nikita Pablo               | 73.1667    | 30         |           |         |
| 31      | Corea del Sud   | Uhm Ji-wan Won Ji-soo                     | 71.9333    | 31         |           |         |
| 32      | Bulgària        | Hristina Damyanova Zlatina Dimitrova      | 71.8667    | 32         |           |         |
| 33      | Portugal        | Barbara Costa Diana Gomes                 | 69.3333    | 33         |           |         |
| 34      | Costa Rica      | Fiorella Calvo Natalia Jenkins            | 68.5667    | 34         |           |         |
| 35      | Cuba            | Yanela Chacón Odailys Suárez              | 66.0000    | 35         |           |         |
| 35      | Sud-àfrica      | Emma Manners-Wood Laura Strugnell         | 66.0000    | 35         |           |         |
| 37      | Hong Kong       | Cho Man Yee Nora Pang Ho Yan              | 65.5333    | 37         |           |         |